# Deiveson Figueiredo
Deiveson Alcântara Figueiredo (Soure, 18 dicembre 1987) è un artista marziale misto brasiliano.
Combatte nella divisione dei pesi gallo per l'organizzazione statunitense UFC. Ha combattuto anche nella categoria dei pesi mosca, dove è stato campione di categoria. In passato ha militato anche nelle promozioni Jurunense Open Fight MMA e Jungle Fight.

## Caratteristiche tecniche
Figueiredo è un lottatore completo, abile sia nel combattimento in piedi che in quello a terra grazie alle ottime conoscenze nel pugilato, nella muay thai e nel jiu jitsu brasiliano.

## Carriera nelle arti marziali miste

### Ultimate Fighting Championship
Dopo aver raggiunto un record da imbattuto di undici vittorie, frutto della militanza in varie promozioni sparse per il Brasile, attira l'attenzione della federazione statunitense UFC agli inizi del 2017. Messo sotto contratto dall'azienda di Las Vegas, compie il suo debutto nell'ottagono nel giugno dello stesso anno fermando il messicano Marco Beltrán per ritiro a UFC 212. In poco più di un anno seguono per il brasiliano altre tre vittorie – sui vari Jarred Brooks, Joseph Morales e John Moraga – che lo proiettano nei ranking intermedi dei pesi mosca.

## Risultati nelle arti marziali miste
| Risultato | Record | Avversario                   | Metodo                                   | Evento                                      | Data             | Round | Tempo | Città                          | Note |
| --------- | ------ | ---------------------------- | ---------------------------------------- | ------------------------------------------- | ---------------- | ----- | ----- | ------------------------------ | --- |
| Sconfitta | 24-5-1 | Cory Sandhagen               | KO tecnico (infortunio al ginocchio)     | UFC on ESPN: Sandhagen vs. Figueiredo       | 3 maggio 2025    | 2     | 4:08  | Iowa, Stati Uniti              | |
| Sconfitta | 24-4-1 | Petr Yan                     | Decisione (unanime)                      | UFC Fight Night: Yan vs. Figueiredo         | 23 novembre 2024 | 5     | 5:00  | Macao, Cina                    | |
| Vittoria  | 24-3-1 | Marlon Vera                  | Decisone (unanime)                       | UFC on ABC: Sandhagen vs. Nurmagomedov      | 3 agosto 2024    | 3     | 5:00  | Abu Dhabi, Emirati Arabi Uniti | |
| Vittoria  | 23-3-1 | Cody Garbrandt               | Sottomissione (rear-naked choke)         | UFC 300                                     | 13 aprile 2024   | 2     | 4:02  | Las Vegas, Stati Uniti         | |
| Vittoria  | 22-3-1 | Rob Font                     | Decisione (unanime)                      | UFC on ESPN: Dariush vs. Tsarukyan          | 2 dicembre 2023  | 3     | 5:00  | Austin, Stati Uniti            | Debutto nei pesi gallo                                                                                   |
| Sconfitta | 21-3-1 | Brandon Moreno               | KO tecnico (stop medico)                 | UFC 283: Teixeira vs. Hill                  | 22 gennaio 2023  | 3     | 5:00  | Rio de Janeiro, Brasile        | Perde il titolo UFC pesi mosca.                                                                          |
| Vittoria  | 21-2-1 | Brandon Moreno               | Decisione (unanime)                      | UFC 270: Ngannou vs. Gane                   | 22 gennaio 2022  | 5     | 5:00  | Anaheim, Stati Uniti           | Vince il titolo UFC pesi mosca.                                                                          |
| Sconfitta | 20-2-1 | Brandon Moreno               | Sottomissione (rear-naked choke)         | UFC 263: Adesanya vs. Vettori 2             | 12 giugno 2021   | 3     | 2:26  | Glendale, Stati Uniti          | Perde il titolo UFC pesi mosca.                                                                          |
| Pareggio  | 20-1-1 | Brandon Moreno               | Decisione (maggioranza)                  | UFC 256: Figueiredo vs. Moreno              | 13 dicembre 2020 | 5     | 5:00  | Las Vegas, Stati Uniti         | Difende il titolo dei pesi mosca UFC. Fight of the Night.                                                |
| Vittoria  | 20-1   | Alex Perez                   | Sottomissione (guillotine choke)         | UFC 255: Figueiredo vs. Perez               | 21 novembre 2020 | 1     | 1:57  | Las Vegas, Stati Uniti         | Difende il titolo dei pesi mosca UFC. Fight of the Night..                                               |
| Vittoria  | 19-1   | Joseph Benavidez             | Sottomissione tecnica (rear-naked choke) | UFC Fight Night: Figueiredo vs. Benavidez 2 | 19 luglio 2020   | 1     | 4:48  | Abu Dhabi, Emirati Arabi       | Vince il titolo vacante dei pesi mosca UfC. Perfomance of the Night.                                     |
| Vittoria  | 18-1   | Joseph Benavidez             | KO tecnico (pugni)                       | UFC Fight Night: Benavidez vs. Figueiredo   | 29 febbraio 2020 | 2     | 1:54  | Norfolk, Stati Uniti           | Per il titolo dei pesi mosca UFC. Figuereido divenne ineleggibile per il titolo in quanto mancò il peso. |
| Vittoria  | 17-1   | Tim Elliott                  | Sottomissione (guillotine choke)         | UFC Fight Night: Joanna vs. Waterson        | 12 ottobre 2019  | 1     | 3:08  | Tampa, Stati Uniti             | |
| Vittoria  | 16-1   | Alexandre Pantoja            | Decisione (unanime)                      | UFC 240: Holloway vs. Edgar                 | 27 luglio 2019   | 3     | 5:00  | Edmonton, Canada               | Fight of the Night.                                                                                      |
| Sconfitta | 15-1   | Jussier Formiga              | Decisione (unanime)                      | UFC Fight Night: Thompson vs. Pettis        | 23 marzo 2019    | 3     | 5:00  | Nashville, Stati Uniti         | |
| Vittoria  | 15-0   | John Moraga                  | KO tecnico (pugni)                       | UFC Fight Night: Gaethje vs. Vick           | 25 agosto 2018   | 2     | 3:08  | Lincoln, Stati Uniti           | |
| Vittoria  | 14-0   | Joseph Morales               | KO tecnico (pugni)                       | UFC Fight Night: Machida vs. Anders         | 3 febbraio 2018  | 2     | 4:34  | Belém, Brasile                 | |
| Vittoria  | 13-0   | Jarred Brooks                | Decisione (non unanime)                  | UFC Fight Night: Brunson vs. Machida        | 28 ottobre 2017  | 3     | 5:00  | San Paolo, Brasile             | |
| Vittoria  | 12-0   | Marco Beltrán                | KO tecnico (ritiro)                      | UFC 212: Aldo vs. Holloway                  | 3 giugno 2017    | 2     | 5:00  | Rio de Janeiro, Brasile        | |
| Vittoria  | 11-0   | Ricardo do Socorro           | Sottomissione (arm-triangle choke)       | Salvaterra Marajó Fight 5                   | 1 dicembre 2016  | 1     | 1:20  | Salvaterra, Brasile            | |
| Vittoria  | 10-0   | Denis Oliveira Fontes Araujo | KO (pugni)                               | Jungle Fight 90                             | 3 settembre 2016 | 2     | 2:56  | São Paulo, Brasile             | |
| Vittoria  | 9-0    | Antônio de Miranda           | Sottomissione (guillotine choke)         | Jungle Fight 87                             | 21 maggio 2016   | 1     | 2:55  | São Paulo, Brasile             | |
| Vittoria  | 8-0    | Rayner Silva                 | KO tecnico (pugni)                       | Jungle Fight 75                             | 18 dicembre 2014 | 2     | 3:20  | Belém, Brasile                 | |
| Vittoria  | 7-0    | João Neto Silva              | KO tecnico (pugni)                       | Coalizao Fight 4                            | 13 novembre 2014 | 1     | 2:18  | Benevides, Brasile             | |
| Vittoria  | 6-0    | Joel Silva                   | KO (pugni)                               | Coalizao Fight 2                            | 7 agosto 2014    | 1     | 3:30  | Belém, Brasile                 | |
| Vittoria  | 5-0    | Edvaldo Junior               | Sottomissione (guillotine choke)         | Jurunese Open Fight MMA 7                   | 3 luglio 2014    | 1     | 4:55  | Belém, Brasile                 | |
| Vittoria  | 4-0    | Adailton Pereira             | Decisone (unanime)                       | Lago da Pedra Fight                         | 1 maggio 2014    | 3     | 5:00  | Lago da Pedra, Brasile         | |
| Vittoria  | 3-0    | David Raimundo Silva         | Sottomissione (guillotine choke)         | Jurunese Open Fight MMA 6                   | 20 marzo 2014    | 1     | 0:53  | Belém, Brasile                 | |
| Vittoria  | 2-0    | Jonas Ferreira               | KO tecnico (pugni)                       | Amazon Fight 18                             | 11 agosto 2012   | 1     | 2:04  | Santa Isabel do Pará, Brasile  | |
| Vittoria  | 1-0    | Aluisio Ferreira             | Sottomissione (armbar)                   | Knock Out Combat Icoaraci 3                 | 17 febbraio 2012 | 1     | 3:02  | Belém, Brasile                 | |